# Jurica Galoić
Jurica Galoić (1975.), hrvatski novinski fotograf i fotoizvjestitelj

## Životopis
Rodio se je 1975. godine. Upisao je studij novinarstva. Već na drugoj studija odlučio se za poziv fotoizvjestitelja, jer je taj vid novinarstva smatrao zabavnijim i iskrenijim od pisanog. Prvu novinsku fotografiju objavio je 1997. u tjedniku Imperijalu. Od godine 1999. radi u Vjesniku, iz kojega je nakratko otišao radi sudjelovanja u pokretanju dnevnika Republike no po gašenj tog lista vratio se je u Vjesnik gdje je ostao do 2002. kada je prešao u Jutarnji list. Novoosnovano uredništvo 24 sata ga je pozvalo te je 2005. sudjelovao u pokretanju tog dnevnika, otkamo je prešao u fotoagenciju Pixsell. Surađivao je i s još desetak tjednika i mjesečnika.
Fotografiranju pristupa novinarski i kod izložaba. Ne zanimaju ga umjetničke izložbe. sudjelovao je na na zadnjih deset skupnih godišnjih izložbi Cropress Photo. Trudi se na svakom snimanju prenijeti informaciju u jednoj fotografiji. Humorom se služi i na radnim zadatcima i on mu čak i pomaže pri suradnji s ljudima koji mu se nađu pred fotoaparatom.

## Nagrade i priznanja
2017. godine nagradilo ga je Hrvatsko novinarsko društvo nagradom nagradu Nikša Antonini za novinsku fotografiju za 2016. godinu. Nagradili su mu fotografiju s postrojavanja HV-a na stadionu u Kranjčevićevoj ulici na kojoj jedan kraj drugoga sjede Tomislav Karamarko i Božo Petrov.

## Vanjske poveznice
- Fotogalerija: Jurica Galoić  Arhivirana inačica izvorne stranice od 4. srpnja 2022. (Wayback Machine) Hrvatski zbor športskih novinara